# فرودگاه کرایووا
فرودگاه کرایووا (به انگلیسی: Craiova Airport) (به زبان بومی: Aeroportul Craiova) یک فرودگاه همگانی و نظامی با کد یاتا CRA است که یک باند فرود بتن دارد و طول باند آن ۲۵۰۰ متر است. این فرودگاه در شهر کرایووا کشور رومانی قرار دارد و در ارتفاع ۱۹۱ متری از سطح دریا واقع شده‌است.

## شرکت‌های هواپیمایی و مقصدهای پروازی
| شرکت‌های هواپیمایی | مقصدهای پروازی |
| ----------------- | --- |
| رایان‌ایر          | والنسیا |
| ویز ایر           | بارسلونا-ال پرات، باووایس-تیلی، اوریو آل سریو، بلوونی گوگلیلمو مارکونی، کلن بن، جان لنون لیورپول (پایان در ۲۷ اکتبر ۲۰۱۷), لوتن لندن، چمپینو، رم، مادرید-باراخاس، بن گوریون، ترویزو |